# Человек (фильм, 2015)
«Человек» (англ. Human) — французский документальный фильм 2015 года режиссера Яна Артюс-Бертрана. Фильм — коллекция историй, рассказанных людьми из разных концов планеты, о том, что значит быть человеком. Также в фильме присутствуют кадры аэросъёмки планеты Земля. Премьера фильма состоялась на семидесятой Генеральной Ассамблее ООН в присутствии генерального секретаря Пан Ги Муна. Фильм размещен в свободном доступе на YouTube на шести языках: английском, французском, русском, арабском, испанском и португальском.
Все доходы от реализации проекта во всех его форматах некоммерческая организация Good Planet Foundation направляет на благотворительность, в том числе в Фонды помощи беженцам и жертвам военных конфликтов, культурную и просветительскую деятельность, а также проекты в сфере борьбы за экологию.

## Производство
«Человек» был произведен в течение трех лет, режиссёром Яном Артюса-Бертрана и командой из 20 человек путём опроса более 2000 человек в 60 странах. Каждому опрошенному был задан один и тот же набор из сорока вопросов. Люди показаны на чёрном фоне без какого-либо музыкального сопровождения и какой-либо персональной информации. Артюс-Бертран надеялся, что удаление личных данных обратит внимание, в первую очередь, на наши общие черты:

«Мы хотели подчеркнуть то общее, что есть у всех нас, если вставить имя человека или страну откуда он родом, то это не чувствуется так сильно».
Оригинальный текст (англ.)We wanted to concentrate on what we all share, if you put the name of a person, or what country they’re from, you don’t feel that as strongly.

## Сюжет
Идея фильма зародилась у Яна Артюс-Бертрана в Малийской деревне. Режиссер после поломки вертолета был вынужден провести день в гостях у местного жителя, который рассказал о своих заботах и о попытках прокормить семью.
В течение трех следующих лет Ян Артюс-Бертран с командой провели 2020 интервью в 60 странах мира. Всем участникам задавались 40 вопросов о семье, личном счастье, богатстве, стремлениях, жизни. Зритель не слышит самих вопросов, не знает никаких подробностей о самих участниках интервью, а лишь слушает историю, рассказываемую человеком на темном фоне. Таким образом создается собирательный образ человека, живущего на Земле.
В фильме поднимается множество актуальных и глобальных тем, таких как: голод, религия, насилие, политика и война.

## Награды
Одновременно с премьерой на Генеральной ассамблее ООН 12 сентября 2015 года картина была представлена на Венецианском кинофестивале вне конкурса.
На Ванкуверском международном фестивале кино «Человек» по результатам зрительского голосования получил приз как самый популярный международный документальный фильм.
Фильм получил приз Пекинского международного кинофестиваля за лучший документальный фильм, а также приз за самый популярный международный документальный фильм на международном кинофестивале в Ванкувере.

## Восприятие
Фильм был в целом хорошо принят критиками, которые высоко оценили его масштаб и охват таких тем, как семья, религия, амбиции, неудачи, война, нищета и другие.